# Sam Saletta
Pour les articles homonymes, voir Saletta.
Sam Saletta est un acteur américain né le 1er octobre 1984 à Stillwater, Oklahoma (États-Unis).

## Filmographie
- 1994 : Les Chenapans (The Little Rascals) : Butch
- 1996 : Not Necessarily the Election (série TV) : Ensemble
- 1997 : A Christmas Carol (en) (voix)
- 1998 : Some Girl de Rory Kelly : Mike
- 1998 : Henry, portrait d'un serial killer 2 (Henry: Portrait of a Serial Killer, Part 2) : Obnoxious Boy #2
- 1998 : The Velocity of Gary : Boy #2 (Tommy)
- 1998 : Un papa qui s'affiche (Billboard Dad) : Ryan
- 1999 : Dreamers : Young Ethan
- 1999 : Rocket Power (série TV) : Samuel 'Sam / Squid' Dullard I (1999-2000) (voix)